# Hetereleotris readerae
Hetereleotris readerae is een straalvinnige vissensoort uit de familie van grondels (Gobiidae). De wetenschappelijke naam van de soort is voor het eerst geldig gepubliceerd in 2005 door Hoese & Larson.